# Kodori
Kodori – rzeka w Gruzji, długości 105 km, uchodząca do Morza Czarnego. W swoim górnym biegu tworzy tzw. wąwóz Kodori.
Rzeka powstaje z połączenia potoków Saken i Gwandra, powierzchnia dorzecza wynosi 2051 km².